# Traktat w Northampton
Traktat w Northampton (ang. Treaty of Edinburgh-Northampton) – traktat pokojowy podpisany 17 marca 1328 roku przez Szkocję i Anglię. Przyniósł on kres I wojny o niepodległość Szkocji, która została rozpoczęta inwazją wojsk angielskich w 1296 roku.
Traktat został podpisany w Edynburgu przez króla Szkocji Roberta Bruce. Ratyfikowany został 1 maja przez angielski parlament, obradujący w Northampton. Dokument został spisany w języku francuskim i znajduje się w Narodowym Archiwum Szkocji (National Archives of Scotland) w Edynburgu.
Na mocy traktatu, w zamian za zapłatę 100 000 funtów, Anglia zgodziła się na to, że:
- Szkocja jest w pełni suwerennym państwem
- Robert I Bruce i jego następcy oraz spadkobiercy są prawowitymi władcami Szkocji
- granica między państwami będzie taka jak za panowania króla Szkocji Aleksandra III.

## Przebieg wojny
Bezpośrednią przyczyną wybuchu wojny były spory o koronę Szkocji po śmierci Aleksandra III. Początkowo roszczenia do korony Jana Balliola popierał angielski król Edward I Długonogi. W 1292 roku Jan Balliol został koronowany na króla Szkocji. Edward I Długonogi niebawem jednak zmienił zdanie i najechał na Szkocję. Po przegranej bitwie pod Dunbar w 1296 roku Jan Balliol abdykował. Cała wojna zakończyła się zwycięstwem Szkotów i koronacją Roberta Bruce w 1323 roku.
Król Edward II zatwierdził  rozejm, lecz jednocześnie pozwalał na ataki angielskich kaprów na flamandzkie statki handlujące ze Szkocją. Jednym ze złupionych statków był „Pelarym” wart 2 000 £. Po jego przejęciu wymordowano wszystkich Szkotów znajdujących się na pokładzie. Robert Bruce wielokrotnie, bezskutecznie domagał się zaprzestania tych ataków. W związku z tym 26 kwietnia 1326 roku w odnowił przymierze z Francją, podpisując z nią układ w Corbeil. W 1327 Szkoci zaatakowali północną Anglię. 4 sierpnia wygrali bitwę pod Stanhope Park w hrabstwie Durham. 

## Negocjacje
Wdowa po królu Izabela i Roger Mortimer, regent Edwarda III uznali, że podpisanie traktatu pokojowego jest jedyną drogą, która pozwala zakończyć wojnę. W październiku 1327 wysłani oni posłów w celu rozpoczęcia negocjacji. 1 marca 1328 roku angielski parlament obradujący w Yorku, na czele którego stał Edward II określił angielskie warunki pokoju. Negocjacje zakończyły się 17 marca. Traktat został podpisany w Opactwie Holyrood w Edynburgu. Ratyfikowany został 1 maja 1328 roku przez angielski parlament, obradujący w Northampton.